# Judo

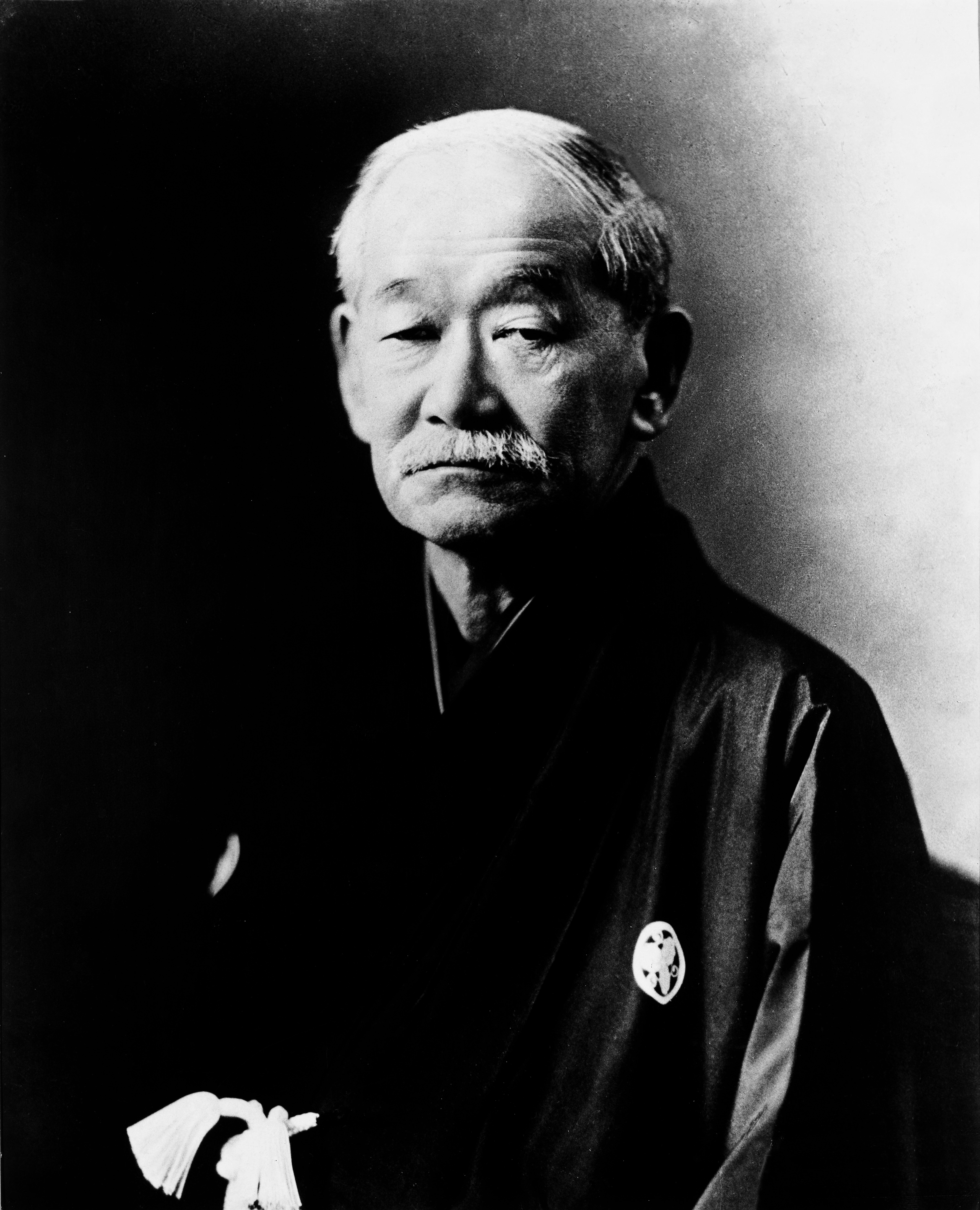
Jigorō Kanō fue el maestro japonés fundador del judo

El judo, judo o yudo (del japonés柔道, jūdō) es un arte marcial japonés moderno creado por Jigorō Kanō  (嘉納 治五郎) en Japón el año 1882. Se trata también de un deporte olímpico desde 1964.
El término japonés puede traducirse como el «camino de la suavidad», que influye en el desarrollo físico, mental y emocional a través de la práctica.
Los practicantes de este arte marcial son denominados judocas o yudocas.柔道家, jūdōka, lit. 'ejecutante de judo'), y el uniforme de judo se llama judogui o yudogui (柔道着, jūdōgi, lit.'atuendo de judo')
El judo fue creado como un arte marcial ecléctico, distinguiéndose de sus predecesores (principalmente Tenjin Shinyo-ryu jujutsu y Kitō-ryū jujutsu) debido a un énfasis en el "randori" (乱取り, lit. 'sparring libre') en lugar de kata (形, kata, formas preestablecidas) junto a su eliminación de los elementos de golpeo y entrenamiento con armas. El judo saltó a la fama por su dominio sobre las escuelas de jujutsu establecidas en los torneos organizados por el Departamento de Policía Metropolitana de Tokio (警視庁武術大会, Keishicho Bujutsu Taikai), lo que dio lugar a su adopción como principal arte marcial del departamento.

## Historia
El judo, o «camino hacia la flexibilidad», fue creado por el maestro japonés Jigorō Kanō en 1882, conocido en ese entonces como Kano-Ryu-Jujutsu, y enriquecido por el maestro Kyūzō Mifune después de la muerte de Jigorō Kanō, período en el que Mifune consolidó la técnica y elegancia con la que se conoce al judo hoy día. Kanō recopiló la esencia técnica (proyecciones, luxaciones, inmovilizaciones, estrangulaciones, desarmes y golpes) y táctica (desplazamientos, posicionamientos, transiciones, métodos de respiración, etc.) de dos de las antiguas escuelas clásicas de combate cuerpo a cuerpo japonés medievales, adaptándolas a la simulación de un combate deportivo (Randori) en tiempo real. Nótese que hasta finales del siglo XIX estas técnicas eran enseñadas sin entrar en combate activo, pues varias de estas (como las luxaciones a las rodillas, a la cadera, el cuello o a la columna) se consideraban demasiado peligrosas para ser incluidas en un formato deportivo. Kanō experimentó, seleccionó y estructuró las técnicas que podían aplicarse en un combate deportivo sin un alto riesgo de lesiones. 
Las técnicas en las que el maestro Kanō se inspiró fueron derivadas de las enseñanzas de los estilos de Jiu-jitsu, Tenjin Shin'yō-ryū (天神真楊流) y Kitō-ryū (起倒流), dos de las escuelas tradicionales de lucha cuerpo a cuerpo practicados por los guerreros medievales o samurái, con armadura en el campo de batalla hasta el inicio del siglo XIX en Japón. El maestro Kanō reunió las técnicas en un solo formato, dentro de su escuela, el Kodokan. Esta escuela pronto compitió y derrotó a otras escuelas de ju-jutsu (o ju-jitsu o jiu-jitsu, como también se escribe y conoce en distintos países) de Japón hasta convertirse en el estilo imperante, destacando entre estos enfrentamientos la legendaria rivalidad marcial entre Kodokan y la escuela de Totsuka.

### Controversia entrejudoyjiu-jitsu
Hubo una controversia, al menos aparente, entre judo ("camino de la gentileza") y ju-jutsu / ju-jitsu / jiu-jitsu (distintas formas de ortografía para el mismo concepto, según cada país o fonética, "arte de la gentileza"), puesto que en las primeras décadas del desarrollo del Judo Kodokan, los practicantes y discípulos de Jigorō Kanō, y él mismo fundador, no tenían inconveniente en declarar que lo que ellos practicaban era «una escuela moderna de ju-jutsu». De tal forma que el mismo Kanō en su libro Judo Kodokan declara, palabras más o menos: «a mi escuela de ju-jutsu la llamaré Kodokan Judo». Incluso sus discípulos al viajar por el mundo para difundir su arte, cuando les preguntaban qué estilo de lucha practicaban y a qué escuela pertenecían, declaraban sin reticencias: ju-jutsu y «Escuela Kodokan Judo, del Sensei Kanō», respectivamente. Solo bien entrado el siglo XX, después de la Segunda Guerra Mundial (1939-1945), entre las décadas de 1950 y 1960, por la occidentalización del arte y la influencia de maestros como Mikonuzuke Kawaishi y otros, hicieron que sus practicantes comenzaran a usar masivamente la denominación judo a secas, en lugar de «Escuela de ju-jitsu Kodokan Judo». No obstante, los principios filosóficos que sientan la base del arte de Jigorō Kanō estuvieron imbuídos desde sus comienzos y se definieron clara y formalmente en las primeras décadas del siglo XX, enriqueciendo y diferenciándose en esto del mero arte marcial tradicional japonés, para transformarse en algo más trascendente que un arte marcial, sino en «un camino para la formación y mejoramiento del ser humano».
El judo es uno de los cuatro estilos principales de lucha deportiva más practicados hoy en día en todo el mundo. A partir del Kodokan Judo se han derivado o desarrollado las actuales formas de jiu-jitsu europeo, jiu-jitsu americano, jiu-jitsu brasileño, sambo ruso, Nihon Tai Jutsu, influenciando al Hapkido coreano y al Krav magá israelí en varias de sus técnicas. Esto se debe principalmente a que judocas formados en Japón y sus discípulos occidentales han sido los que, a lo largo del mundo, se han encargado del desarrollo de estas otras formas de lucha.

## Aspectos generales

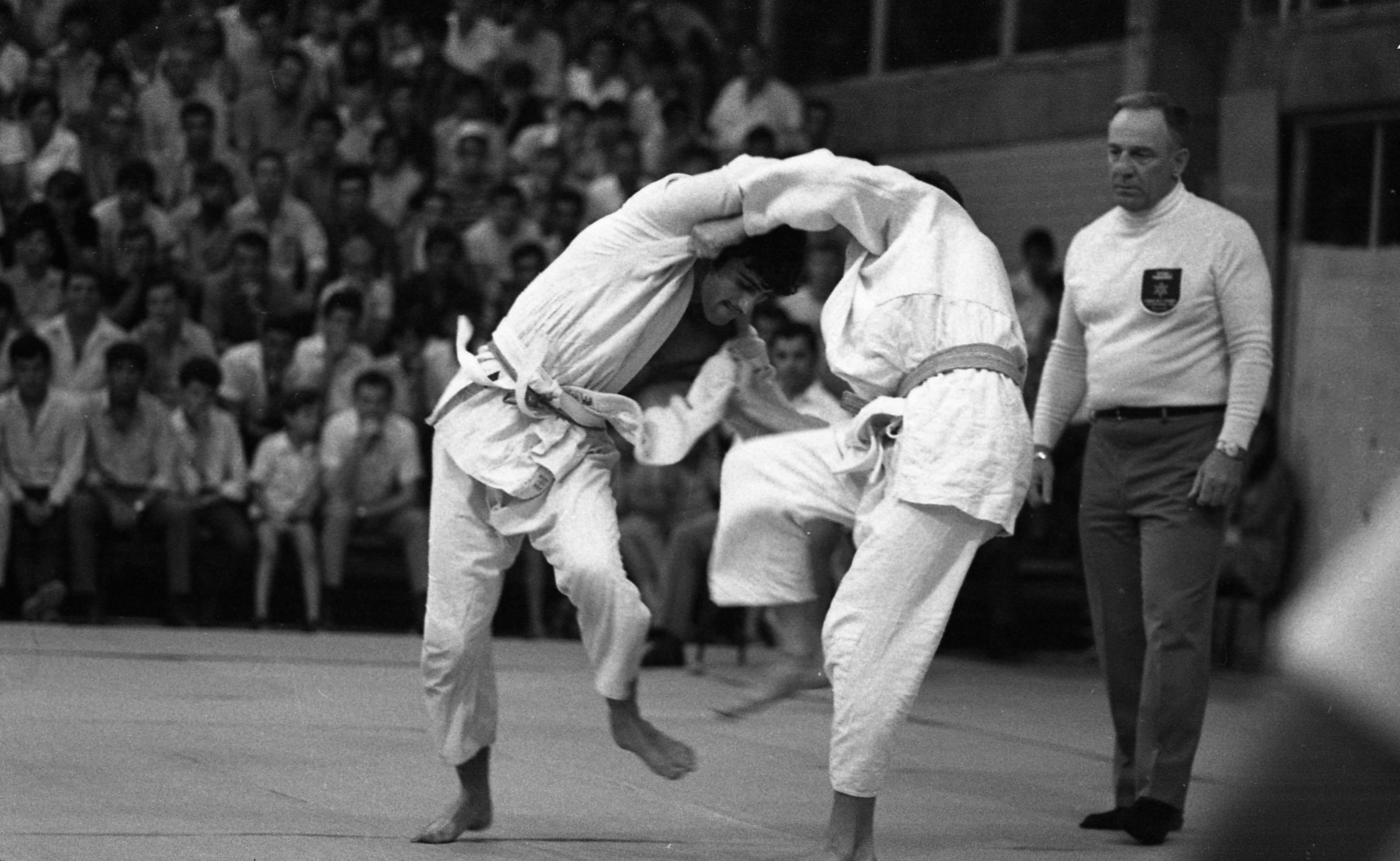
Competencia de judo en Israel (1969)

El judo como deporte permite una educación física integral, potenciando por medio de la práctica de sus técnicas las posibilidades psicomotrices, tales como la ubicación espacial, la perspectiva, el ambidextrismo, la lateralidad, la coordinación conjunta e independiente de ambas manos y pies, y las diferentes acciones motrices como lanzar, tirar, empujar, arrastrarse, saltar, rodar, caer, entre otras; y las relaciones con otras personas, haciendo uso del juego y la lucha como un elemento integrador y dinamizador permitiendo la iniciación deportiva de forma adaptada, además de buscar un acondicionamiento físico general e idóneo.
Actualmente, el judo en su forma deportiva se ha especializado en los lanzamientos, con algunas pocas sumisiones, luxaciones y estrangulaciones. No obstante, en su práctica integral como arte marcial no se ha dejado de lado la enseñanza de los golpes, los desarmes, las luxaciones articulares, el uso de los puntos de presión y los métodos de reanimación, lo que lo hace muy apropiado para el uso por fuerzas de seguridad, cascos azules, policías, militares, paramédicos, entre otros.

### Lano resistencia
En el estudio del judo, la no resistencia constituye un principio técnico primordial. Un judoca debe sumarse a la fuerza de su oponente conforme si se es empujado o se tira de él, ya que, al obrar así, no solamente se anula el esfuerzo contrario y se optimiza el gasto de la propia energía, sino que facilita más la conservación del equilibrio que si ofreciera resistencia, al tiempo que se debilita el equilibrio del oponente. En una palabra, es la manera de aceptar las cosas según se presentan para cambiarlas ventajosamente. Fue debido a este factor que el arte se diera a conocer con el nombre de ju-jutsu / ju-jitsu o jiu-jitsu (arte de la gentileza) y judo (forma o camino de la gentileza).
Este principio, tal y como lo hemos descrito, puede parecer lo suficientemente sencillo y claro como para que cualquiera pueda entenderlo y seguirlo en la práctica; más para actuar sin oponer resistencia al ser atacado y para guardar el debido equilibrio o postura en circunstancias que cambian rápidamente, es preciso alcanzar un alto nivel de sutileza. Otro aspecto de la no resistencia es que en el judo nuestro interés es inicialmente despertado por su llamativa presentación, el poder sugestivo de su arte, etcétera. 

#### La disyuntiva entre el arte marcial deportivo y elCamino de la Gentileza
A partir de la difusión mundial del judo en occidente, el interés en su estudio y entrenamiento se ha centrado fundamentalmente en la técnica y táctica, y el acondicionamiento físico, propios de un deporte olímpico. En muchos centros de entrenamiento el anhelo principal suele ser alcanzar grados superiores y tener actuaciones destacadas en las competiciones en que se participe. No obstante, Jigorō Kanō advirtió contra el peligro de considerar esto como las principales o únicas metas del judo. Para el fundador, un grado no es una meta, sino el reconocimiento formal del conocimiento y destreza logrados. Por otro lado, la obtención de medallas y otros trofeos tampoco deben ser los únicos objetivos a lograr, sino que deben ser considerados como consecuencias del dominio técnico sumado al duro entrenamiento. Si bien la competencia deportiva es un formidable estímulo para el desarrollo técnico y el mejoramiento de las destrezas de cada uno, es claro que la competencia no debe ser meramente contra los demás, sino contra las limitaciones de uno mismo. De esta forma se superaría la creencia errónea en la que el campeón es uno solo y los demás son sólo perdedores. El objetivo primario del judo será entonces el desarrollo de mejores personas, en su integridad física, mental y espiritual, armonizadas con los demás y con el entorno.
Si el practicante no se estanca en la etapa deportiva, cualquier tipo de desencanto o por el desaliento que produce la dura tarea de los ejercicios fundamentales en los entrenamientos, se podrá progresar al realizar y comprender los principios de la no resistencia, la naturaleza de la fuerza y la debilidad.
Con lo anterior, el practicante tendrá conciencia de la seguridad en sí mismo y un acentuado sentido del equilibrio que surge del interior, acompañado del disfrute de los efectos beneficiosos del ejercicio mental y físico, así como de la distracción que proporciona el entrenamiento, convirtiéndose en la atracción principal durante la práctica del arte.
Cuando se pasa la etapa de los ejercicios básicos y se alcanza un grado aceptable de técnica, es cuando se empieza a apreciar la sutileza y finura de este arte. Entonces, una vez superada la dura etapa del aprendizaje, es cuando ya el interés se concentra en más puntos que la obtención de la eficiencia en el arte, también en el movimiento estético simple, la coordinación rítmica de los componentes del cuerpo, el equilibrio mental y físico, etcétera. Por ello, hay muchos practicantes que, aun siendo su objetivo el obtener grandes resultados en competiciones, se torna indiferente al hecho de resultar vencedor o vencido en competición y considera al oponente como un compañero que coopera en el esfuerzo para la demostración del arte que practican.
De hecho, en los entrenamientos, el ser hábilmente proyectado se vuelve tan agradable y divertido como lo es la sensación de satisfacción que se deriva de una perfecta ejecución de una proyección.
Así, a través de todas las etapas del progreso, el sentido estético se afianza al lado de la eficiencia, ambos mental y espiritualmente listos para proseguir el avance en busca de la identidad del más huidizo, del más concentrado en sí mismo, del más dominante "yo, la llave de todas las cosas".
En esta forma, el entrenamiento del judo, sobre el principio de la no resistencia y el equilibrio promueve el proceso mental que, a su vez, conduce a una mejor comprensión de las leyes naturales y la forma de resolver los problemas humanos, independientemente de cualquier tipo de fuerzas ideológicas a que estemos sujetos.

## Aspectos psicológicos
El judo es un deporte de lucha de práctica individual, con actividad directa, recíproca y agonista. Se lleva a cabo en un terreno delimitado y estabilizado, en el que lo único que cambia es el comportamiento de los judocas. Obedeciendo al momento en que se encuentren puede variar su conducta, es decir, si se está en una práctica recreativa, entrenando para una competencia, o bien si se encuentra en una competición; lo que representa un nivel más alto en el cambio de comportamientos y actividad cognitiva. Esta debe estar muy bien desarrollada para crear esquemas de resolución, tanto en ataque como defensa, por medio de diferentes técnicas, soluciones de salidas o escapes, tácticas contra el oponente para tener una efectividad que lleve a obtener los mejores resultados.
Con respecto a los deportes agresivos y violentos, se considera violento todo aquel deporte que en su práctica requiere la ejecución de actos físicos realizados con violencia, como por ejemplo, golpear un balón, golpear una pelota con raqueta, entre otras; siendo esta una característica del deporte en sí. El judo podría ser considerado un deporte violento, ya que la ejecución de las diversas técnicas requiere de un esfuerzo físico importante. Se considera agresivo todo aquel deporte que en su práctica tiende a una voluntad de dañar al oponente. El judo no se considera un deporte agresivo ya que la intención no es la de dañar al contrario. Es importante notar que en la práctica competitiva del judo es penalizada toda acción encaminada a dañar al oponente, siendo incluso prohibidas en la práctica deportiva aquellas luxaciones que son generadoras de un índice de lesiones muy alto, como las aplicadas a las extremidades inferiores, columna y cuello. El judo es un deporte violento por la ejecución pero no agresivo por la intención. La violencia es más una característica del deporte en sí mientras que la agresividad es un componente del deportista.[cita requerida]

## Beneficios en la práctica
Esta disciplina enfocada como deporte para todos pretende no tanto ensalzar el deporte de alta competición como animar al mayor número posible de personas a practicar con regularidad una actividad física o un deporte de tiempo libre. Para los más jóvenes, que representa el 70 % de todos los practicantes, la iniciación al judo, de carácter lúdico, es una forma de descubrir su cuerpo y de preparación a una verdadera práctica deportiva la cual requiere algunos aspectos técnicos. De adolescentes su práctica será más técnica y de descubrimiento de los aspectos culturales. De adulto, el judoca podrá seguir la práctica tradicional, especie de deporte de equilibrio físico y mental o arte de vivir: El judo es un deporte que equilibra psíquica y mentalmente. En la tercera edad, con la condición de establecer algunas precauciones elementales, podrán seguir el estudio del judo a su ritmo, sustituyendo cada vez más la fuerza muscular por la armonía en el gesto.
El judo es un deporte en el que se ve involucrado todo el cuerpo y cuya intensidad y demanda cardiovascular pueden ser modulados perfectamente por el deportista. Combina perfectamente la fuerza, la táctica de combate y la técnica, con lo que se produce un desarrollo integral de la persona. En él hay que combinar una buena preparación física tanto de tipo anaeróbico como aeróbico, ya que a las acciones explosivas y de gran velocidad hay que añadir una gran resistencia para aguantar la duración de un combate.

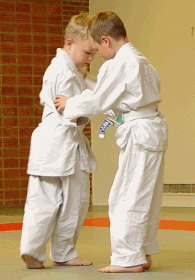
Dos niños practicando judo

Para su práctica, además se requiere una preparación física de base mínima que se mejora a medida que se aprende la técnica y es necesario llevar de forma paralela una preparación física general, que nos prepare para afrontar bien los esfuerzos. Como cualquier disciplina deportiva, exige un calentamiento previo para evitar las lesiones. También es conveniente realizar un programa de estiramientos musculares para poner al músculo en las condiciones idóneas antes de la sesión y para descargar la tensión muscular producto del entrenamiento.
El judo es un deporte que sigue una progresión en el aprendizaje de las técnicas que facilita su asimilación y evita accidentes. Lo primero que se enseña es a caer, y a partir de ahí comienzan a realizarse el resto de las técnicas. Es necesario contar con el material deportivo adecuado: un uniforme o judogi, y la superficie sobre la que se practica, el tatami. El judogi está compuesto por una chaqueta y un pantalón, además del cinturón, que son de algodón resistente para permitir los agarres, y el tatami que es una superficie que, sin ser demasiado blanda, impide que se produzcan daños en las caídas. Al ser un deporte que se practica descalzo, hay que ser muy escrupuloso en la higiene de los pies para evitar contagios y también cortes, por lo que se recomienda el uso de zapatillas para caminar siempre que se esté fuera del tatami.
Es muy importante notar que el judo sentó las bases metodológicas y el sistema de grados por cinturones o grados kyū-dan para las artes marciales modernas japonesas, como el karate-do y el aikido, tanto en sus objetivos como en sus métodos de enseñanza iniciales.

### Beneficios psicológicos
Muchos estudios han demostrado los beneficios de la práctica del judo, especialmente en niños hiperactivos, con problemas mentales o en niños y adolescentes procedentes de familias disfuncionales, que presentan problemas de conducta tanto leves como severos, siendo el judo una de las disciplinas deportivas más recomendadas para estos casos.
Se tiene en cuenta que la mayoría de los jóvenes son agresivos por falta de autoestima, entonces una persona con buena autoestima no tiene necesidad de ser agresiva. En este sentido la práctica sistemática de este arte marcial contribuye decisivamente a aumentar la asertividad en niños y jóvenes, y en consecuencia a disminuir la agresividad. Adquieren una empatía especial al saber ponerse en el lugar de su compañero. Por todo esto el judo es, desde el punto de vista psíquico, una excelente escuela para la atención, la concentración y la reflexión mental, desarrollando principalmente la noción de respeto hacia sí mismo y hacia los demás.[cita requerida]
La práctica del judo aporta una serie de beneficios psicológicos como pueden ser:
- Desarrollo de la autoestima a nivel personal, social (escolar) y familiar.
- Desarrollo de las capacidades de autocontrol.
- Desarrollo de la psicomotricidad
- Evita conflictos emocionales.
- Favorece la expresión de la afectividad.
- Favorece la percepción de sí mismo, de los demás y del espacio.
- Seguridad en sí mismo.

### Beneficios físicos
En cuanto a los factores físicos se ejercitan todos los músculos sin excepción, lo que logra en el niño un desarrollo armonioso y simétrico en la formación muscular y ósea; la práctica del judo le permite al niño fortalecer los huesos, incrementar la masa muscular y aumentar la elasticidad de músculos y tendones, sobre todo en edades de crecimiento.
En el judo se ve involucrado todo el cuerpo y su intensidad y demanda cardiovascular pueden ser modulados perfectamente por el practicante. Combina perfectamente la fuerza, la táctica de combate y la técnica, con lo que se produce un desarrollo integral de la persona. En él, hay que combinar una buena preparación física tanto de tipo anaeróbico como aeróbico ya que a las acciones explosivas y de gran velocidad generan una gran resistencia para aguantar la duración de un combate.
Los programas de enseñanza están preparados para que el niño mejore la coordinación y la psicomotricidad, cualidades imprescindibles en edades tempranas. Además, se practica descalzo por lo que previene y ayuda a corregir problemas físicos de crecimiento en niños como; pies (planos, valgos, etcétera), columnas desviadas (escoliosis, cifosis, lordosis).
Los ejercicios brindan un óptimo entrenamiento cardiovascular siendo aconsejado por muchos médicos como una disciplina fundamental para ciertos cuadros clínicos como por ejemplo asmas, problemas de columna, articulares, hiperquinesis, entre otros.
Salvo en contadas excepciones como enfermedades graves que afecten al aparato locomotor (como la osteoporosis), este deporte lo puede practicar cualquier persona con las limitaciones propias de cada individuo. Además, hay que tener en cuenta que el judo no se trata de solo combate, también se puede practicar en forma de Kata, que es la ejecución de las técnicas a modo de demostración, y que exigen menos esfuerzo físico a los practicantes.
Investigaciones científicas han demostrado que la práctica no solo del judo, sino también de otras artes marciales tradicionales beneficia el desarrollo armónico de todos los órganos y sistemas del cuerpo en jóvenes y adultos, a saber:
- Metabolismo: activa y regula el metabolismo de lípidos y azúcares.
- Sistema cardiovascular: mejora la irrigación y el volumen cardíaco mejorando la función ventricular; aumenta la circulación periférica y cerebral y regula la presión arterial.
- Sistema digestivo: mejora la función gastrocólica, regula y fortalece la peristalsis; tonifica el páncreas y el hígado.
- Sistema endocrino: regula y mejora las funciones endocrinas, glándula hipófisis, tiroides, testiculares, ováricas, suprarrenales y pancreáticas.
- Sistema inmune: aumenta el número y capacidad de linfocitos T; aumenta las inmunoglobulinas, el número y actividad de los macrófagos.
- Sistema locomotor: fortalece huesos, incrementa la masa muscular y aumenta la elasticidad de músculos y tendones.
- Sistema nervioso: protege la corteza cerebral a través de un mecanismo inhibitorio, regula el sistema nervioso vegetativo, aumenta la tolerancia al dolor.
- Sistema respiratorio: regula el ritmo; aumenta el volumen de ventilación pulmonar y ventilación alveolar.

## Vestimenta

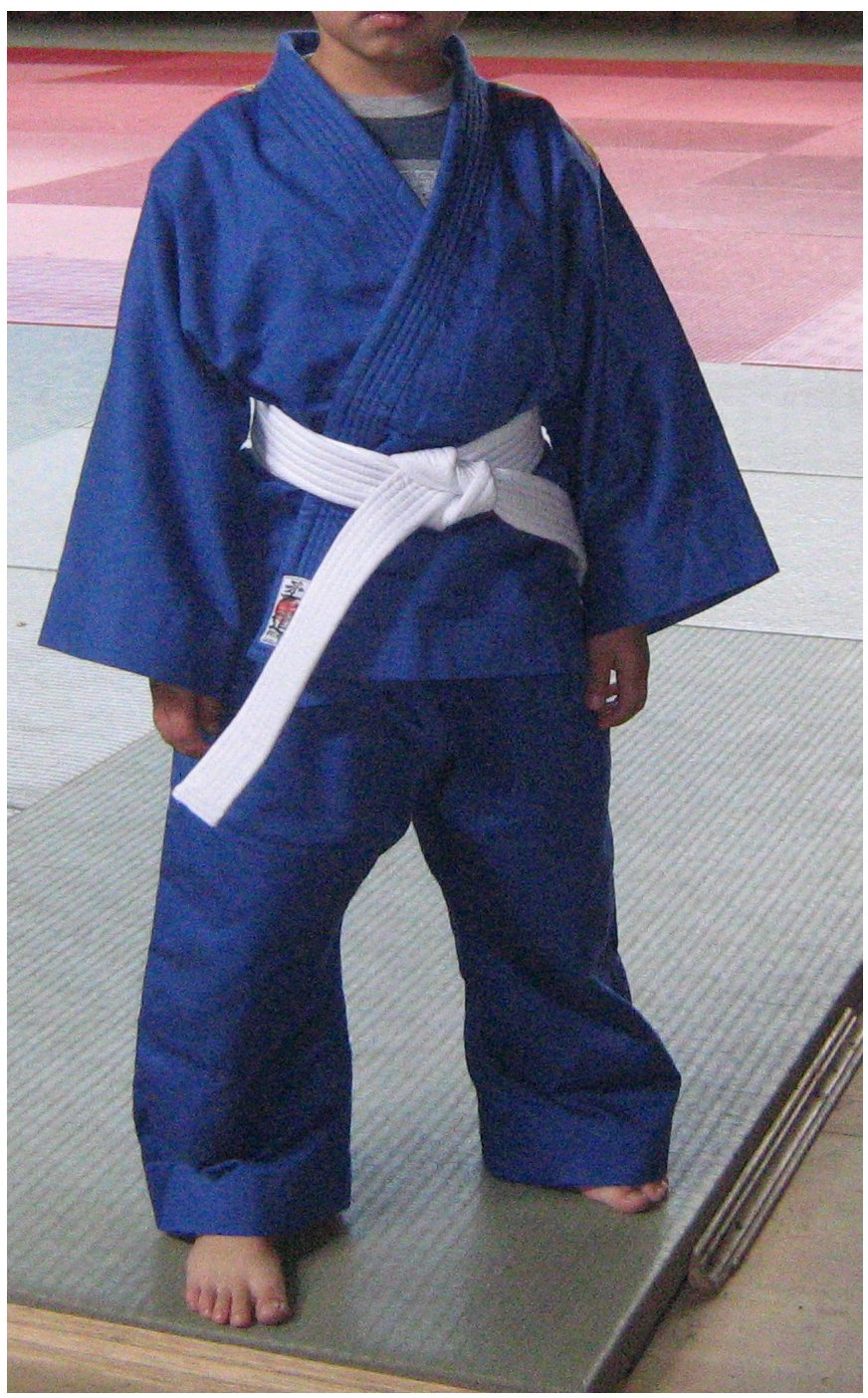
Niño vestido con un judogi de color azul, con obi blanco, de la liga de judo de Bogotá, Colombia.

La vestimenta usada en el judo recibe el nombre de judogi, y con el cinturón (obi) forma el equipo personal y necesario para poder practicarlo, esta deriva de la manera de vestir en Japón antes del siglo XX.
Los colores de los judogi pueden variar, siendo un judogi azul o uno blanco, pero de preferencia es este último el más visto. El color azul o cualquier otro color que no sea el blanco solo se puede usar en competiciones en las cuales se permita, pero nunca para la realización de los Katas.
Los judogis en general son de algodón, de otras fibras fuertes, o reforzados. El judogi puede ser de una tela sencilla o puede tener un tramado específico, el último es más caro, pero más resistente. A los principiantes se les recomienda el más sencillo.
No olvidemos que el judo es un deporte olímpico de combate, y actualmente la meta de gran parte de los practicantes de este deporte es llegar a competir en los Juegos Olímpicos.
La vestimenta y sistema de grados kyū y dan por cintas y cinturones, usada en el judo fueron adoptados por el karate-do, a partir de 1922. Y por el aikido en los años 1930. Este sistema de grados, ha sido asimismo copiado o adaptado por muchas otras artes marciales, deportes de combate y sistemas híbridos modernos de desarrollo coreano, estadounidense, hawaiano, etc., en el siglo XX.

### Obi
El cinturón (obi en japonés) sirve para sujetar el traje.
En occidente, los cinturones son siete y empiezan con el color blanco y le siguen el amarillo, el naranja, el verde, el azul, el marrón y el negro, que corresponde a los grados dan. Esta graduación progresiva fue implementada inicialmente en Francia por el maestro Mikonosuke Kawaishi, pues inclusive en Japón, es poco usada, aunque algunas escuelas preservan los cinturones blanco, marrón y por supuesto, el cinturón negro. El maestro fundador Jigorō Kanō, no poseía ningún grado por cinturón puesto que era el sōke (o fundador del arte marcial), quien a su vez había sido diplomado en los estilos Tenjin Shin'yō-ryū, y la Kitō-ryū, del jiu-jitsu clásico o Koryū budō, según el sistema clásico por juramento y diploma, o Menkyo kaiden. Actualmente, el grado más alto alcanzado después del cinturón negro, es el cinturón rojo y blanco, hasta el 8 dan, hasta llegar al cinturón rojo 9.º dan. El grado 10.º (décimo) dan ha sido conseguido únicamente por trece hombres. Así que los colores del cinturón para los grados del dan en el judo, son: 1.er al 5.º dan, negro; 6.º al 8.º dan, rojo y blanco; 9.º y 10.º dan, rojo, aunque también se le permite el uso del cinturón blanco al 10.º dan.
El color de la cinta simboliza el proceso de aprendizaje gradual y crecimiento de la persona; el color se va oscureciendo con los años de dedicación y práctica. En Japón donde la popularidad, la constancia y la perseverancia posterior al cinturón negro primer dan son mayores que en occidente los colores del cinto del judoca son tres (blanco, marrón y negro). En occidente se usan siete colores y cada uno representa algo distinto que tiene que ver con el desarrollo en esa etapa del aprendizaje.
Los cinturones de colores en judo van en el siguiente orden desde el menor al mayor grado.

#### Kyū

Un judoca siempre comienza en judo vistiendo un obi o cinturón blanco

Los kyū son los cinturones de los judocas principiantes o niveles de enseñanza.
- 6.º kyu: Rokkyu - blanco (ingenuidad - pureza)
- 5.º kyu: Gokyu - amarillo (descubrimiento)
- 4.º kyu: Yonkyu - naranja (ilusión - amor)
- 3.º kyu: Sankyu - verde (esperanza - fe)
- 2.º kyu: Nikyu - azul (idealismo)
- 1.er kyu: Ikkyu - marrón (iniciación al conocimiento)

Para los niños pequeños pasan por puntas para evitar que lleguen muy rápido a kyū altos muy jóvenes, es decir, si está blanco y avanza, sigue cinturón blanco con punta amarilla y así sucesivamente.

#### Dan
Dan significa ‘grado o escalón’ y proviene del juego del go, de origen chino. A los grados dan, avanzados o grados de instrucción, se les considera como senpai (alumno avanzado), sensei, profesor o maestro (experto).
- Negro 1.er dan: Shodan
- Negro 2.º dan: Nidan
- Negro 3.º dan: Sandan
- Negro 4.º dan: Yodan
- Negro 5.º dan: Godan
- Blanco y rojo 6.º dan: Roku dan
- Blanco y rojo 7.º dan: Shichi dan
- Blanco y rojo 8.º dan: Hachi dan
- Rojo 9.º dan: Ku dan
- Rojo 10.º dan: Ju dan

#### Yudansha(grados superiores)
En 1920 el Instituto Kodokan, fundado en 1882 por Jigorō Kanō como la primera escuela de judo, establece las normas para los cinturones kyū y dan, que son admitidas posteriormente por la Federación Internacional de Judo.
En 1883 se establecieron finalmente los colores para los grados dan, que acogen la mayoría de artes marciales de Japón posteriormente como en el caso del karate-do y el aikido.
Las normas en el Kodokan se establecen hasta 12 dan, quedando a disposición del presidente de dicha institución el otorgamiento de 12 dan.
- Del 1 al 5 dan: cinturón de color negro.
- Del 6 al 8 dan: cinturón blanco y rojo.
- Del 9 al 10 dan: cinturón rojo.

Oficialmente, se reconoce como grado máximo el 10 dan. Existe el mito de que el fundador o Shihan ostentaba el grado de 12 dan con cinturón blanco, pero no es cierto. Jigorō Kanō no poseía ningún grado por ser precisamente el fundador.
Actualmente en algunos dojos en Japón se han empezado a utilizar también cinturones de colores para los niños. Para los niños hay "niveles intermedios entre cinturón y cinturón" en los que se le va poniendo bandas del próximo color a obtener, con el fin dar lugar a un mejor proceso de aprendizaje.
Las graduaciones dan se otorgan por tiempo mínimo dependiente de cada graduación; por ejemplo, para presentarse al examen de segundo dan, debe tener un tiempo mínimo de práctica constante de dos años, y así aumentando un año por cada grado dan, es decir que para presentarse para un tercer dan, se debe tener más de tres años como mínimo en segundo dan. Cabe destacar, que la graduación también puede ser concebida por la federación internacional como reconocimiento a la promoción y difusión del deporte, desde el 5 o 6 dan.

## Fundamentos de lucha de pie (Tachi Waza)

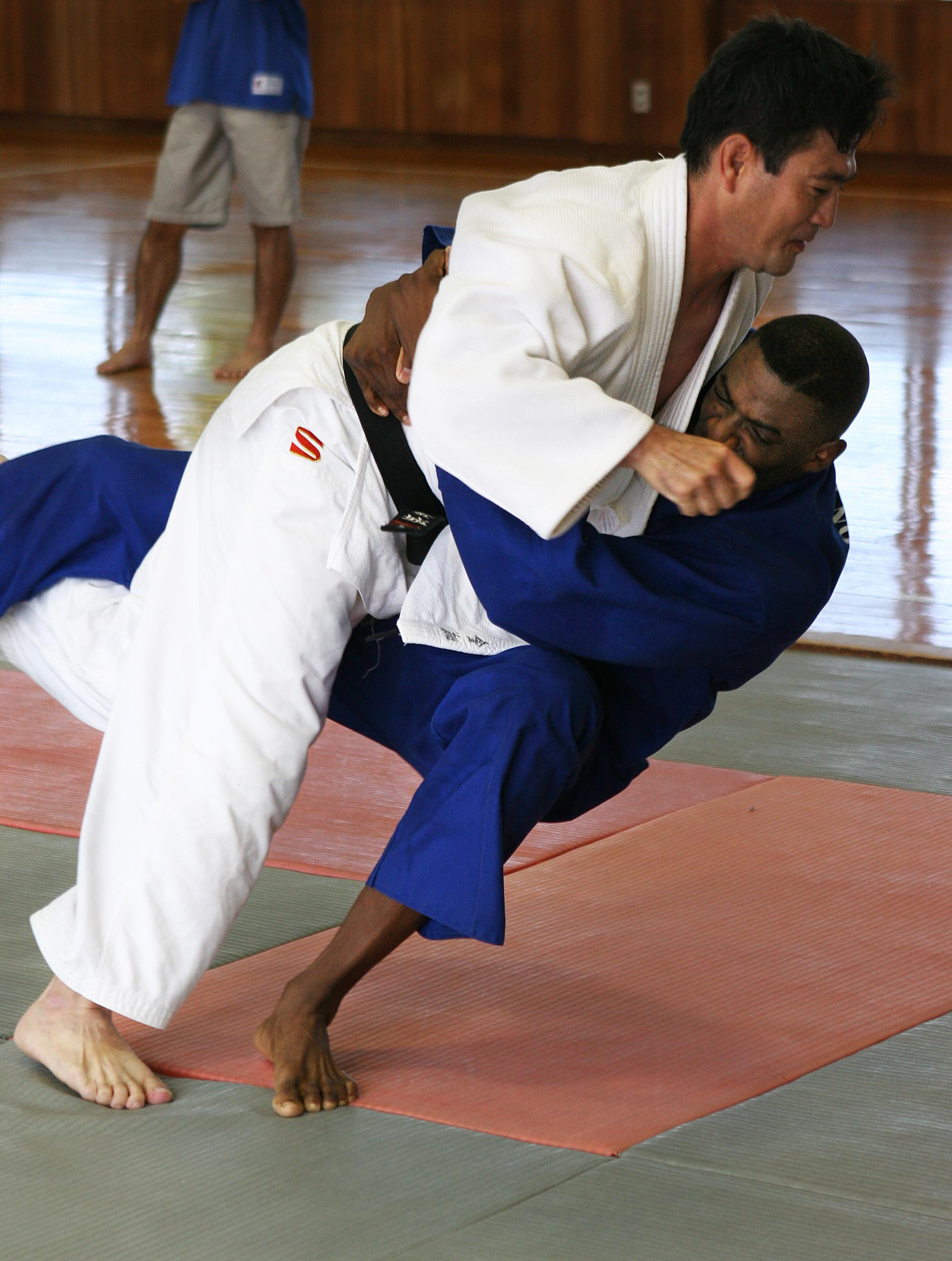
Movimiento ōuchi-gari donde el tachi-waza termina y el ne-waza comienza

El judo pie se fundamenta en provocar el desequilibrio del rival y mantener el propio.
- Rei (saludo): Dos saludos diferentes, saludo en pie o Ritsu-rei y saludo de rodillas Za-rei. El saludo representa el respeto al contrincante, a la disciplina y al competidor, y se realiza tanto al inicio como a la finalización del combate o de la práctica libre. También se saluda como agradecimiento al adversario, ya que gracias a su presencia, uno mismo tiene la posibilidad de aprender.
- Shisei (postura): En el judo hay dos posiciones, posición natural Shizen-Tai y posición defensiva Jigo-Tai.
- Kumikata (agarres): No hay un Kumikata (agarre) impuesto, pero si hay un Kumikata fundamental que es el aconsejado para el progreso técnico. Este agarre, llamado agarre tradicional (de derecha), consiste en que tori (el que ejecuta la técnica) agarra con su mano izquierda la manga derecha del judogi de uke (al que le hacen la técnica) por la parte externa a la altura del codo y con la mano derecha, la solapa izquierda de uke.
- Shintai y Tai-Sabaki (desplazamientos): El Shintai consiste en el desplazamiento de los pies en todas las direcciones empleando las diferentes marchas (Ayumi-Ashi, Tsugi-Ashi). Las diferentes "marchas" deben efectuarse en Suri-Ashi (marcha deslizante). El Tai-Sabaki consiste en el movimiento giratorio del cuerpo.
- Chikara-No-Oyo (uso de la fuerza): El principio de la base consiste en servirse de la fuerza del adversario. Si uke empuja, tori cede y tira de él. Si uke tira, tori cede y le empuja.
- Kuzushi (desequilibrio): El empleo del Kuzushi permite proyectar a un adversario incluso más pesado o más potente, porque cuando está desequilibrado, pierde toda posibilidad de servirse de su potencia. Los desequilibrios son infinitos pero básicamente se enseñan ocho: atrás, adelante, izquierda, derecha y las cuatro diagonales. Se puede denominar también el asterisco de los desequilibrios, siguiendo los puntos que forma el asterisco en todas sus direcciones.
- Tsukuri (preparación): El Tsukuri consiste en colocar a uke en la posición más apropiada para la ejecución de una técnica de proyección y en unas condiciones tales que no pueda defenderse. Al mismo tiempo, tori se coloca igualmente, en la posición más favorable que le permita el máximo de eficacia.
- Kake (proyección): El Kake es la continuación del Tsukuri hasta concluir la técnica. En realidad el Tsukuri y el Kake forman una unidad, son inseparables aunque para su estudio y explicación se hace por separado.
- Ukemi (caídas): Se puede decir que las caídas son el A, B y C del judo. No es posible ningún progreso real si no se llega a dominar las principales caídas, a coordinar y automatizar los diferentes movimientos que permiten efectuar sin choque ni dolor las caídas más variadas. Existen diferentes tipos de caídas: Ushiro-Ukemi (hacia atrás), Yoko-Ukemi (de costado), Mae-Ukemi (hacia adelante) y Mae-Mawari-Ukemi o Zempo-Kaiten-Ukemi (de frente rodando).
- Uchikomi (entradas): Es la automatización de las técnicas a través de las repeticiones. Tiene como objeto lograr la velocidad, potencia y resistencia.
- Tandoku-Renshu (estudio solo): Se trata de hacer repeticiones de las técnicas sin compañero, con vistas a obtener la coordinación de movimientos y adquirir velocidad y automatismo. Se puede practicar frente a un espejo, en las espalderas, etc.
- Sotai-Renshu (estudio con un compañero): Es el estudio técnico para aprender o perfeccionar una técnica. Es una forma de Uchikomi en estático o en desplazamiento proyectando o sin proyectar a uke, que no resiste.
- Yakusoku-Geiko (estudio en desplazamiento proyectando): Es el estudio en desplazamiento, con un compañero, en el que ambos judocas colaboran reaccionando de formas pactadas de antemano, sin resistencia, para conseguir el perfeccionamiento de las técnicas, combinaciones, contras, encadenamientos, desplazamientos, etc. La finalidad del Yakusoku-Geiko es permitir el estudio sobre un compañero en desplazamiento, educar los reflejos, mejorar los desplazamientos y perfeccionar las técnicas y las caídas.
- Kakari-Geiko (entrenamiento de ataque y defensa): es el entrenamiento de ataque y defensa, en el que solo uno de los dos judocas realiza acciones de ataques sucesivos, mientras que el otro reacciona a esos ataques con movimientos de defensa y acciones de contra.
- Randori (práctica Libre): La expresión libre de todas las técnicas que se conocen con el fin de llegar a obtener una eficacia real de las mismas ante un oponente que persigue el mismo fin. Muchos judocas practican el Randori como si fuera una competición, sin embargo, hay una diferencia entre las dos cosas, sobre todo, en el espíritu. En el Randori, que es una forma de entrenamiento, el practicante no debe tener aprensión a caer. El cuerpo y el espíritu deben estar completamente relajados, es la única forma de sacar el máximo provecho al Randori.
- Shiai (competición): Por la práctica de la competición, el judoca fortifica su espíritu, aumenta su control y comprueba los resultados de los conocimientos adquiridos, con su máxima eficacia. El judoca no debe olvidar que la competición debe ser un medio de mejorar su judo y no un fin.
- Renraku-Waza (combinación): El combinar o encadenar unas técnicas con otras. Hay tres formas de realizarlo: cuando se realiza una técnica en pie con otra en pie, cuando se realiza una técnica en pie con otra en suelo y cuando se combine una técnica de suelo con otra de suelo.
- Renzoku-Waza (continuación): también Gonosen-Waza, es la realización de las técnicas que se suelen aplicar inmediatamente después del ataque del adversario, aprovechando su impulso y su desequilibrio en el ataque.
- Renraku-Henka-Waza (técnicas de conexión-cambio).
- Kaeshi-Waza / Gaeshi-Waza (contraatacar anticipándose).

## Fundamentos de lucha en el suelo (Ne Waza)

### Movimientos básicos de defensa
Los movimientos básicos de ataque y defensa en el suelo, o Ne Waza, más característicos en judo son los siguientes:
- Encogerse sobre sí mismo boca abajo (posición de cuatro puntos) para no dejar entradas posibles, con el fin de ofrecer la menor superficie de contacto a uke.
- Intentar trabar las piernas de uke para impedir que progrese en la inmovilización.
- Hacer la “gamba”, es decir, desde la posición boca arriba girar la cadera de lado e impulsarse con un pie para obtener un espacio y poder progresar y cambiar de posición.
- Desplazarse en el momento que uke intente atacar.
- Girarse sobre sí mismo rápidamente.
- Diversos contraataques basados en sujetar los brazos, girarse rápidamente e intercambiar posiciones hasta lograr una ventaja, una inmovilización o una luxación.
- Proteger el cuello, ya que es la zona objetivo para la aplicación de las técnicas de estrangulación.
- Proteger los codos, ya que es la única articulación que se permite luxar en combate.

### Principios para la salida de las inmovilizaciones

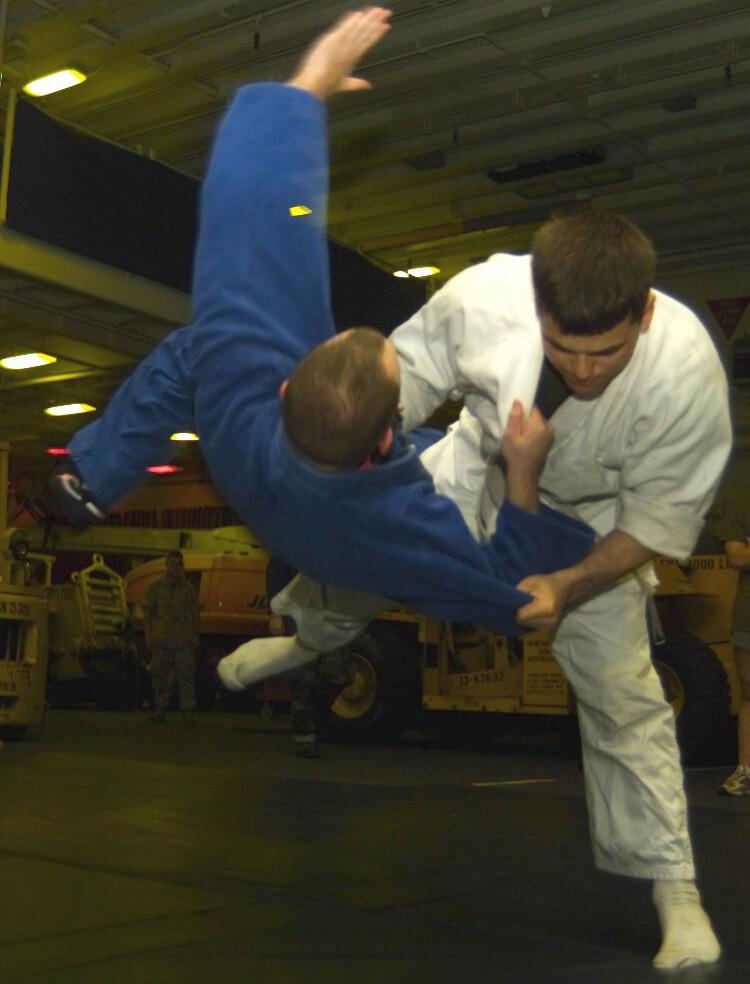
Ejecución de un movimiento de judo llamado o-soto-gari

Para escapar de una inmovilización en judo hay que tener en cuenta la separación, obstaculización, flotación, desequilibrio, giro y lo siguiente:
- Buscar el punto débil de uke y concentrarse en él.
- Atacar los puntos de apoyo de uke y controlar la respiración.
- Hacer movimientos rápidos para evitar que uke fije sus agarres o debilitarlos.
- Moverse y girar en un sentido y cuando uke contrarreste girar en un sentido contrario.
- Hacer el puente o la “gamba”.
- Intentar separarse empujando con las manos y girarse cuando se haya conseguido.
- Girar al lado contrario donde uke hace la mayor presión.

## División de técnicas
Se puede dividir en las siguientes técnicas:
1. Nage-waza (técnicas de proyección): son aquellas técnicas en las cuales se busca desplazar el centro de gravedad del oponente para que este pierda el equilibrio y luego hacerlo caer mediante un lanzamiento o un derribo.
  1. Tachi-waza (técnicas en pie)
    1. Te-waza (técnicas de brazo): Son aquellas técnicas cuyo desequilibrio se basa en la acción de los brazos, como Uki-otoshi, Kata-guruma o Seoi-nage.
    2. Koshi-waza (técnicas de cadera): Son aquellas técnicas cuyo desequilibrio se basa en el apalancamiento con la cadera, como Harai-goshi, Uki-goshi o Tsurikomi-goshi.
    3. Ashi-waza (técnicas de pie): Son aquellas técnicas cuyo desequilibrio se basa en el trabajo de los pies (barridos, siegas), como Sasae-tsurikomi-ashi, Okuri-ashi-harai o Uchimata.

  2. Sutemi-waza (técnicas de sacrificio)
    1. Ma-sutemi-waza (técnicas de sacrificio frontal): Son aquellas técnicas cuyo desequilibrio se basa en el desplome hacia atrás del atacante, como Uki-waza, Ura-nage o Uomoe-nage.
    2. Yoko-sutemi-waza (técnicas de sacrificio lateral): Son aquellas técnicas cuyo desequilibrio se basa en el desplome giratorio del atacante, como Yoko-otoshi, Yoko-wakare o Yoko-tomoe-nage.
2. Katame-waza (técnicas de control), también llamado Ne-Waza o técnicas de suelo: Son aquellas técnicas en las cuales se busca lograr la sumisión del oponente para que no pueda continuar moviéndose.
  1. Osaekomi-waza (técnicas de inmovilización): Son aquellas técnicas que ejercen un control sobre el oponente, cuya espalda está en el suelo, presionándolo contra el mismo y evitando que se ponga de pie. Algunas de estas son: Kesa gatame (control en bandolera, triangular) y Yoko shiho gatame (control lateral por cuatro puntos).
  2. Shime-waza (técnicas de estrangulación): Son aquellas técnicas que controlan al oponente estrangulando su cuello mediante la/s mano/s, pierna/s o solapa/s. Solo se pueden realizar con cierta edad. (cadete o sub-17 y superiores). Para los niveles de enseñanza, se comienzan a partir del tercer kyū. Hay técnicas de tipo aéreo (obstruyen la tráquea) y de tipo sanguíneo (obstruyen la yugular).
  3. Kansetsu-waza (técnicas de luxación): son aquellas técnicas que con ayuda y control de la/s mano/s, brazo/s, pierna/s, axila o abdomen, se efectúan sobre las articulaciones (codos, hombros, rodillas, pies y muñecas), mediante acciones con el fin de sobre-extenderlas o retorcerlas para inmovilizar al oponente. Solo son reglamentarias a partir de cierta edad y niveles (véase estrangulaciones). En competición solo se permiten luxaciones de codos, sin embargo, el judo como arte marcial las desarrolla de manera similar al ju-jutsu tradicional, en varias de las articulaciones, en solitario y de manera simultánea, de pie o en el suelo. Y en las formas o Kata, aparecen contraataques contra armas tradicionales (tanto, katana) y contra armas de fuego (pistolas) que incluyen luxaciones.
3. Atemi-waza (técnicas de golpeo a puntos vulnerables): son las técnicas tradicionales de percusión o penetración con diferentes superficies corporales como los puños, la mano abierta, los codos, la cabeza, los antebrazos, las rodillas o los pies. Algunas de estas fueron derivadas del karate-do (arte marcial que a la vez tomó del judo el uniforme, el sistema de grados, los rituales de saludo, y los barridos al pie), mientras que otras provienen del jiu-jitsu tradicional, en el judo tradicional por lo general los atemi waza son un complemento que permiten el desequilibrio previo a un lanzamiento, siendo conservados en las Katas.

### Técnico:Kosoto gake

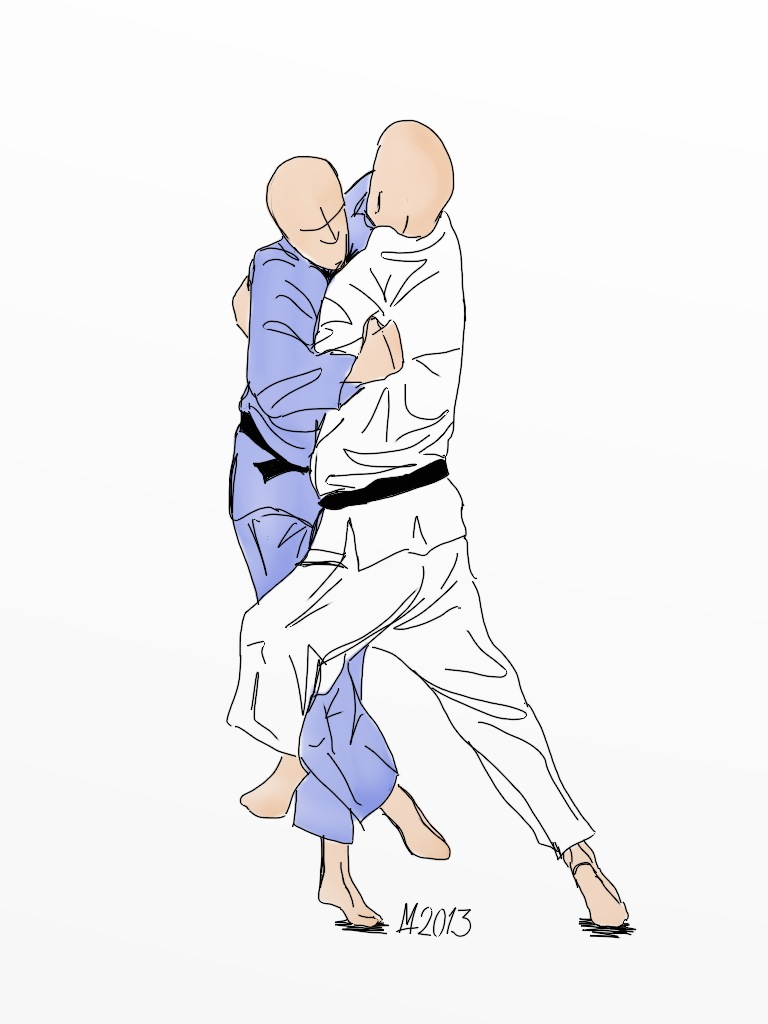
Ejecución del Kosoto gake

Kosoto gake (小外掛Kosoto gake?) es un derribo de judo, uno de los 40 movimientos catalogados por Jigorō Kanō. Pertenece al tercer grupo o sankyo, y es clasificada como técnica de pie o Ashi-waza. Es utilizado a veces como reversión de Tai otoshi.

#### Ejecución
En este movimiento, el judoca se sitúa al lado del oponente y apresa su cuello o cabeza, entonces se mueve hacia atrás, desequilibrando al oponente y empuja con la pierna en la parte de atrás de la rodilla del oponente para derribarlo.

### Elementos activos o directores
- Manos: suele intervenir en todas las técnicas, ya sea como actor principal, o coadyuvando como apoyo, para mantener el equilibrio, la posición e incluso para abrir o despejar el camino a otro recurso, prácticamente imprescindible.
- Antebrazos: desarrolla mayor potencia que la mano, su mejor baza se obtiene haciendo palanca sobre la muñeca.
- Piernas: la utilización de este recurso precisa una técnica depurada.
- Combinación de manos y piernas.
- Con los propios brazos del oponente.
- La ropa: generalmente la parte superior del judogi propio o del oponente.

## Estrategias de preparación
- Visualización de la técnica que se quiere emplear, siempre atentos al movimiento de uke.
- Llevar a uke a una posición que dificulte su defensa en relación con la estrangulación que se quiera realizar. El oponente deberá quedar inestable y bajo control.
- Aprovechamiento de la posición dominante para dar comienzo a la técnica que se realizará con celeridad y decisión, se considera que es el paso más importante de modo que un inicio limpio garantiza una técnica de alta puntuación, se debe sorprender al oponente.
- Aunque las técnicas de estrangulación pueden aplicarse en posición de pie, de frente, de espalda o lateralmente, la mayoría de las veces trascurren en posición horizontal, donde la movilidad se encuentra más reducida, por lo que se requiere la necesidad de familiarizarse con esta posición corporal y hacerla suya.
- La forma física es muy importante para la práctica del judo, siendo un deporte muy completo, esto es que utiliza casi la totalidad de los músculos del cuerpo, es muy recomendable un calentamiento intenso, así como una vuelta a la calma adecuada tras el entrenamiento para evitar lesiones y mejorar la recuperación.

## Técnicas de estrangulación (Shime waza)

### Limitaciones metodológicas
La práctica de este tipo de técnicas se limita por razones de edad normalmnete a los 14-15 años. Una extralimitación o falta de control suficiente puede resultar peligroso y desaconsejable.

### Okuri eri jime
- Estrangulación con manos a las solapas en acción deslizante.

Esta es una técnica en la que el uke está detrás del tori en una posición más alta. El primero pasa su mano izquierda, desde atrás, por debajo del cuello del uke capturando y agarrando lo más arriba posible la solapa derecha del judogi del uke, mientras al mismo tiempo con la mano derecha rodea el pecho del uke y agarra por el lado izquierdo de la solapa del judoca. Entonces, tori atrae sobre su pecho la espalda de uke y ejecuta un movimiento deslizante de cruce de una mano sobre la otra. La mano que sujeta la solapa izquierda del judoca de uke impide que el judogi deslice sobre el cuello, mientras con la otra mano, sin soltar la solapa del judoca, se ejerce presión contra el cuello del uke (se puede intercambiar el papel representado por cada mano entre ellas).
- Otashu(Estrangulación con las piernas directo al cuello): esta técnica es utilizada por el tori detrás del uke realizando una presa en el cuello del adversario al entrelazar las piernas.

### Nami Juji Jime
- Estrangulación cruzada normal.

Esta técnica se práctica con tori y uke frente a frente, de pies, sentados o en horizontal, siendo indiferente que uke o tori se encuentre encima. La técnica consiste en deslizar ambas manos cruzadas sobre las solapas del judoca de uke, con todos los dedos fuera del judogi salvo los pulgares que permanecen por dentro y apuntando hacia abajo. La mano dominante de tori se sitúa sobre la otra, la mano dominante es la que mediante presión provoca la estrangulación sobre del cuello de uke con un giro de muñeca que se debe acompañar con la potencia del antebrazo haciendo palanca. La mano no dominante realiza la misma función de freno, para evitar desplazamientos del judoca.

### Hadaka Jime
Estrangulación desnuda"Mataleón"
Esta técnica es utilizada cuando tori se encuentra detrás de uke en una posición más alta que éste, es la estrangulación más intuitiva de Judo. Se practica colocando el borde interno del antebrazo alrededor del cuello de uke.

### Kata Ha Jime
- Estrangulación con mano a la solapa y control del hombro.

Esta técnica se aplica mayormente durante la lucha en el suelo. Se realiza de costado o por detrás, el tori con la mano izquierda agarra la solapa derecha del judogi de uke por delante y luego pasa la mano derecha por debajo de la axila del uke llevándola hasta detrás de la cabeza de uke, con la palma mirando hacia dentro, la presión que estrangula se debe a la acción combinada de la muñeca de la mano izquierda sobre la garganta de uke y la presión del antebrazo derecho sobre la parte posterior del cuello del mismo (nunca).

### Katate Jime
- Estrangulación de la mano vacía.

En esta técnica uke se encuentra en boca arriba, tori a su derecha. Tori pasa el brazo izquierdo bajo el cuello de uke y coloca el borde lateral del antebrazo izquierdo sobre el lado izquierdo del cuello del uke y ejerce presión sobre el área de la arteria carótida de ese lado, ayudado por la mano derecha que tira hacia tori hasta lograr la sumisión.

### Sankaku Jime
- Estrangulaciones en triángulo con las piernas.

Son técnicas donde la presión sobre el cuello del oponente se ejerce con las piernas, la pierna derecha envuelve el hombro izquierdo y la pierna izquierda pasa por debajo de la axila derecha, a continuación se captura el pie derecho con el interior de la rodilla izquierda (corva) en la posición diagonal de Sankaku. Al juntar las rodillas y proyectar la cadera hacia delante, se ejerce presión sobre ambos lados del cuello. Las manos de tori pueden presionar la cabeza de uke hacia abajo, acentuando el efecto de estrangulación aún más. Se puede realizar esta técnica desde múltiples posiciones relativas de tori y uke.

## Judo olímpico
El lugar donde se practica recibe el nombre de dojo en el suelo hay unas colchonetas de 2 × 1 m y unos 5 cm de grosor llamado tatami para no dañarse al caer.
Los cinturones, amarillo (quinto kyū), naranja (cuarto kyū), verde (tercer kyū), azul (segundo kyū) y marrón (primer kyū) conforman el gokyo (go: cinco; kyo o kyū: etapas, pasos).
El judo tiene como objetivo derribar al oponente usando la fuerza del mismo. En el judo de competición se puede vencer de cuatro formas: la primera es derribando al oponente sobre su espalda (tachi waza) provocando un ippon directo. Cuando el oponente no cae perfectamente sobre su espalda el combate puede continuar en lo que se conoce como trabajo de suelo (combate de suelo, Ne-waza), aquí se pueden aplicar estrangulamientos, torsiones a la articulación del codo (luxaciones), o inmovilizaciones que consisten en mantener controlado al oponente en el suelo con la espalda pegada al tatami. También puede perderse un combate siendo descalificado por el árbitro o ganarse por puntos. Las estrangulaciones (Shime-waza) solo pueden usarse en competición a partir de la categoría cadete (15 años o más) y las luxaciones (Kansetsu-waza) a partir de la categoría júnior (17 años o más). Los puntos se consiguen mediante derribos que no sean ippon directos, mediante inmovilizaciones que no alcanzan el tiempo necesario para ser consideradas ippon o mediante sanciones del árbitro al contrario.
La Federación Internacional de Judo (FIJ) es la organización mundial que se dedica a regular las normas del judo a nivel competitivo, así como de celebrar periódicamente competiciones y eventos, entre los que destaca el Campeonato Mundial de Judo. En 1962 el Comité Olímpico Internacional (COI) decidió aceptar el judo como parte del programa oficial de los Juegos Olímpicos, haciendo este deporte en la categoría masculina su aparición oficial en los Juegos Olímpicos de Tokio 1964.
En el judo competitivo se pueden marcar 2 clases de puntos:
- Ippon: punto completo, gana el combate. Cuando se proyecta al contrario, se obtiene un Ippon si se consigue derribarlo haciendo que caiga sobre su espalda. También se puntúa con Ippon la inmovilización del adversario durante más de 20 segundos, si se rinde golpeando dos o más veces el tatami o si en una estrangulación o luxación se considera que debe finalizar el combate con victoria del que la ha realizado. En occidente a menudo se considera que un Ippon equivale a 10 puntos.
- Waza-ari: medio punto. Tras conseguir 2 waza-ari se gana el combate de la misma forma que se consiguiera un Ippon.

Del mismo modo que existe un sistema de puntuación para las acciones válidas, también existe otro para las penalizaciones o infracciones que realice el judoca. De tal forma:
- Hansoku-make: es una acción que equivale por sí sola la descalificación del judoca, al ser penalizado con 10 puntos. Significa conceder un ippon al adversario.
- Shido: supone una penalización, cuando la falta cometida es leve. El árbitro tomará nota de esa acción. Vale acotar que los Shidos son acumulativos, y van dando al contrario la puntuación equivalente en la escala, el primero es solo un aviso, el segundo (chui) cuenta como un yuko al oponente, el tercero (keikoku) un Waza-ari. Cuando el competidor, llega al 4.º shido (realmente el tercero) se convierte en Hansoku-make.

En las nuevas reglas establecidas por la Federación Internacional de Judo se han eliminado las sanciones de chui y keikoku, dejando solo el shido para faltas leves (faltas tácticas), y el hansoku-make para faltas graves (que comprometan la integridad física de los competidores, o vayan en contra del espíritu del judo).
Todas las penalizaciones pueden ir sumándose hasta llegar a la eliminación del judoca. Las acciones prohibidas dentro del judo, y que pueden ser motivo de alguna de las penalizaciones anteriores son: dar puntapiés, golpes, mordiscos o hacer cosquillas al contrario, ya sean para importunarlo o causarle dolor. Efectuar las llaves sobre las articulaciones excepto la del codo. Lanzar al adversario sobre el rostro. También es motivo de sanción (hansoku-make) (actualmente, según el nuevo reglamento ya no está permitido agarrar de las piernas salvo que tori coja de agarre cruzado en la espalda).
Los practicantes tradicionales piensan que actualmente se ha privilegiado demasiado su faceta deporte-competitiva (shiai) y se ha perdido la caballerosidad de la confrontación del judo original, así como las variadas técnicas de defensa personal; convirtiéndose en una lucha muy trabada basada en la fuerza, en la que es muy difícil ver la pureza de la técnica que antiguamente se enseñaba. Es por ello que quienes no disfrutan con la mera competición, pueden ampliar sus conocimientos y mejorar su técnica con la práctica del Kata o "forma establecida", parte del judo que, como en otras artes marciales, conserva y detalla las particularidades de cada técnica para evitar que se deformen con el paso del tiempo: el kata establece la "forma esencial", y debe realizarse sin la más mínima variación. En España existe un sistema de competición de katas que, como en el karate, se ejecutan delante de un tribunal encargado de puntuar a cada participante. En el caso del judo, se compite por parejas pues todas las katas tienen un atacante (tori), que realiza la técnica, y un defensor (uke), sobre el que se realizan.
El judo hizo acto de aparición por primera vez en los Juegos Olímpicos de Tokio 1964. Sin duda alguna la celebración en Japón de los Juegos Olímpicos supuso un importante impulso para este deporte, pero no pudo mantenerse en el programa olímpico y en los siguientes Juegos Olímpicos de México 1968 desapareció sin que nadie fuera capaz de dar una explicación que convenciera a los deportistas y aficionados. Regresó para quedarse en los Juegos Olímpicos de Múnich 1972 en una extraña decisión del Comité Olímpico Internacional y es que tan solo debieron de pasar cuatro años para que este deporte volviera al programa olímpico.
Hasta los Juegos Olímpicos de Barcelona 1992 el judo solo estuvo presente en categoría masculina, pero las Olimpiadas de Barcelona supusieron un cambio en muchos sentidos y sirvieron además para que el judo diera cabida a las mujeres y se disputara por primera vez en la historia la competición de judo femenino. Desde entonces se celebra la competición tanto en categoría masculina y femenina con un gran éxito.
El programa olímpico de judo se divide en siete categorías masculinas (-60 kg, -66 kg, -73 kg, -81 kg, -90 kg, -100 kg y +100 kg) y siete femeninas (-48 kg, -52 kg, -57 kg, -63 kg, -70 kg, -78 kg y +78 kg), dependiendo del peso de cada deportista. En total se reparten 42 medallas por las que lucharán una enorme cantidad de deportistas, de muchos países diferentes.

## Área de competición
La Comisión de Deportes de la Federación Internacional de Judo es la encargada de determinar los requisitos necesarios del área de competición. Tal y como recogen las Reglas de Organización Deportivas de julio de 2015, el área de competición consta de dos partes, la zona de combate y la zona de seguridad que la rodea. La zona de combate debe tener unas dimensiones mínimas de 8 × 8 m y máximas de 10 × 10 m, y la zona de seguridad debe tener una anchura mínima de 2 m. Deben ser de colores distintos que contrasten fácilmente y los dos colores aprobados por la Federación Internacional de Judo son el amarillo y el rojo. Excepcionalmente se pueden usar otros colores, como el azul, si la Federación lo autoriza.
El suelo del área de competición se denomina tatami y sus características técnicas también están recogidas en el reglamento de competición. Todos los tatami deben ser aprobados por las correspondientes federaciones.